# Mario Melis
Mario Melis (ur. 10 czerwca 1921 w Tortolì, zm. 1 listopada 2003 w Nuoro) – włoski polityk, prawnik i samorządowiec, parlamentarzysta krajowy, w latach 1984–1989 prezydent Sardynii, poseł do Parlamentu Europejskiego III kadencji.

## Życiorys
Brat polityka Giovanniego Battisty Melisa. Ukończył studia prawnicze, po których praktykował jako adwokat. W 1944 zaangażował się w odtworzenie sardyńskiego ugrupowania Partito Sardo d’Azione, był wieloletnim członkiem kierownictwa tej partii. Od 1952 wybierany na radnego miejskiego Olieny, a od 1956 na burmistrza tej miejscowości. Od 1969 kilkakrotnie uzyskiwał mandat radnego Sardynii, był asesorem w rządzie regionalnym. W latach 1984–1989 sprawował urząd prezydenta Sardynii.
W latach 1976–1979 był członkiem Senatu VII kadencji, od 1983 do 1984 zasiadał w Izbie Deputowanych IX kadencji. W latach 1989–1994 sprawował mandat eurodeputowanego III kadencji, pełnił funkcję wiceprzewodniczącego Komisji ds. Instytucjonalnych.